# 陳玉益
陳玉益（1936年10月—），海南琼山人。曾任海南省政協主席，為中華人民共和國海南省事務的第二任政協主席，接替姚文緒，是海南地區人民政府主席。

## 简述
1957年7月参加工作，1958年12月入党。1998年4月当选为海南省政协主席。
| 前任： 姚文緒 | 中華人民共和國海南省政協主席 1993年2月—2003年1月 | 繼任： 王廣憲 |